# Музей пшеницы
Национальный музей «Ак бугдай» (туркм. Milli «Ak bugdaý» muzeýi, буквально Национальный Музей «белой пшеницы») — национальный музей Туркменистана, расположенный в городе Аннау, административном центре Ахалского велаята. Единственный в мире музей пшеницы.

## История
Музей был построен в 2005 году турецкой компанией «Полимекс», недалеко от места, где в 1904 году возглавляемая американцем Рафаэлем Пумпелли археологическая экспедиция нашла зёрна пшеницы, чей возраст составил 5 тыс. лет. Стоимость постройки — 7,7 млн долл. США. Финансирование строительства осуществлялось за счёт Правительства Туркменистана.
Здание музея представляет собой трёхэтажное строение высотой 21 метр, над ним возвышается золотой пшеничный колос большого размера в обрамлении двухъярусного венца из колосьев меньшего размера. Напротив фасада музея располагается фонтанный комплекс. Музей размещён на территории в 32 тыс. м², включая более 18 тыс. м² зелёных насаждений. В цокольном этаже музея разместились конференц-зал на 200 мест, рабочие кабинеты, комнаты для приёма гостей и отдыха сотрудников музея, хранилище, телекоммуникационный и информационный центры, кафетерий и другие помещения.

## Экспонаты
В музее хранятся обнаруженные в 1904 году зёрна пшеницы возрастом 5 тысяч лет, каменные зернотёрки (II тыс. до н. э.), ручные мельничные жернова (III—II тыс. до н. э.), маслобойка для отжима масла из зёрен кунжута, статуэтки богинь плодородия (Намазга-Депе, IV тыс. до н. э.), бронзовая мотыга (II тыс. до н. э.), наконечник стрелы, бронзовый нож (III—II тыс. до н.э), фрагменты керамической посуды с монохромным и полихромным рисунками. Керамические изделия представлены хумами (кувшины больших размеров, похожие на пифос или квеври), кувшинами для воды, масла (голча), глазурованными кувшинами для туркменского напитка — чала, мелкой посудой хозяйственного назначения (пиалы, блюда, вазы для фруктов и для цветов, флаконы для ароматических масел, духов, лекарственных средств). В музее находятся предметы ручной работы и выполненные на гончарном круге, без рисунка и с нанесённым геометрическим или растительным узором, глазурованная и частично глазурованная, штампованная керамика. В экспозиции также представлены орудия труда и домашняя утварь XIX—XX веков: деревянные плуги с металлическими сошниками, медные чайники, кумганы, самовары, ножницы для стрижки овец, орудия труда кузнецов, ювелиров, фрагменты ткацкого станка. Дополнением к музейному собранию служат снопы пшеницы тех сортов, что считаются достижениями современных селекционеров.